# Мужская сборная Эстонии по баскетболу
Сборная Эстонии по баскетболу — национальная баскетбольная команда, представляющая Эстонию на международной арене.
Наивысшие достижения на чемпионатах Европы — пятые места в 1937 и 1939 годах.
На чемпионатах мира эстонцы никогда не выступали. На Олимпийских играх единственный раз выступили в 1936 году, где заняли 15-е место (1 победа и 2 поражения).

## Результаты
Чемпионат Европы
- 1937 : 5°
- 1939 : 5°
- 1993 : 6°
- 2001 : 14°
- 2015 : 20°
- 2022 : 19°

## Состав
| Перейти к шаблону «Состав сборной Эстонии по баскетболу» | Состав сборной Эстонии по баскетболу |  |

| Поз. | №  | Имя               | Дата рождения (возраст)   | Рост   | Клуб              |
| ---- | -- | ----------------- | ------------------------- | ------ | ----------------- |
| АЗ   | 4  | Райн Вейдеман (К) | 1 октября 1991 (33 года)  | 192 см | Калев             |
| РЗ   | 5  | Танел Сокк        | 20 января 1985 (40 лет)   | 188 см | Тарту Юликоол/Рок |
| АЗ   | 6  | Герт Дорбек       | 10 июня 1985 (40 лет)     | 193 см | Тарту Юликоол/Рок |
| РЗ   | 7  | Стэн-Тимму Сокк   | 14 февраля 1989 (36 лет)  | 184 см | без клуба         |
| ТФ   | 8  | Янар Талтс        | 7 апреля 1983 (42 года)   | 207 см | Тарту Юликоол/Рок |
| ЛФ   | 9  | Грегор Арбет      | 19 июня 1983 (42 года)    | 195 см | Калев             |
| РЗ   | 10 | Эрик Кеедус       | 27 апреля 1990 (35 лет)   | 197 см | Калев             |
| ЛФ   | 11 | Сийм-Сандер Вене  | 12 ноября 1990 (34 года)  | 203 см | Жальгирис         |
| Ц    | 13 | Йоосеп Тооме      | 21 июня 1985 (40 лет)     | 208 см | Тарту Юликоол/Рок |
| ЛФ   | 14 | Кристьян Кангур   | 23 октября 1982 (42 года) | 201 см | Варезе            |
| Ц    | 15 | Рейнар Халлик     | 5 января 1984 (41 год)    | 208 см | Раквере           |
| АЗ   | 20 | Танел Курбас      | 8 мая 1988 (37 лет)       | 198 см | Тарту Юликоол/Рок |